# Kim Holland
Kim Holland, echte naam Yvonne Meulendijk-van Zelderen, (Gouda, 22 mei 1969) is een Nederlandse ex-pornoactrice, filmproducente, internetpubliciste en columniste uit Den Haag. Daarnaast is zij sinds enkele jaren werkzaam als zelfstandig coach op het gebied van relaties en seks.

## Levensloop
In 2004 schreef Holland het boek Sexpower waarin ze beschrijft hoe vrouwen meer zelfvertrouwen kunnen krijgen op het gebied van seks. Naast haar werk als pornoactrice en producente was Holland tot september 2005 eigenaresse van haar eigen club, Club Live in Scheveningen. Daarnaast schreef ze kortstondig columns voor de website FOK! en schrijft ze maandelijks een column in het erotisch tijdschrift Foxy Magazine. Zij maakt video's met Nederlandse seksamateurs die zij vervolgens publiceert op internet. Tevens verschijnen er dvd's van Holland en was ze regelmatig te gast bij JENSEN!.
Eind 2005 zond televisiezender Talpa twee afleveringen uit van de realitysoap Op z'n Hollands. Er waren oorspronkelijk acht afleveringen gepland, maar Talpa vond de show niet passen in zijn programmering. In 2006 werd de serie alsnog in zijn geheel, zij het in gekuiste vorm, uitgezonden op Talpa. Na het mislukte avontuur bij Talpa/Tien, ging Holland aan de slag op RNN7. In september 2007 werd bekend dat Holland op deze regionale Rotterdamse zender het programma Een uurtje ondeugend invulling ging geven. Dit programma is inmiddels door de zender stopgezet.
In 2010 is Kim Holland met het bedrijf Blue Donkey Media de televisiezenders Meiden van Holland Soft en Meiden van Holland Hard begonnen. Zelf speelt ze geen rol in de programmering. Een aantal jaren later is daar de digitale zender Vurig Vlaanderen bijgekomen voor het Vlaamssprekende deel van België.
Eind 2015 richtte Kim Holland een coachingspraktijk op voor jongeren.